# Крестьянская война в Германии

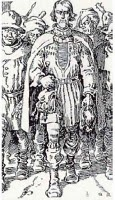
Один из руководителей восстания (бунта) Ганс Мюллер из Бульгенбаха (Hans Müller von Bulgenbach).

Крестья́нская война́  в Герма́нии (нем. Deutscher Bauernkrieg) — народное восстание в Центральной Европе, прежде всего, на территории Священной Римской империи в 1524—1525 годах.
Как и предшествовавшие ей Движение башмака и Гуситские войны, она состояла из массовых волнений экономического и религиозного характера, движущую силу которых составляли крестьяне, горожане и дворяне. Общей программы у этих выступлений не было, однако различные группы восставших провозглашали собственные программы наподобие «Двенадцати статей», в которых милленаристские религиозные чаяния (Второго пришествия Христа и конца прошлой истории ожидали с 1492 года, — 7000 лет от «сотворения мира») сочетались с уравнительными утопически-коммунистическими требованиями.
Крестьянская война в Германии была крупнейшим народным восстанием в Европе до Великой французской революции. Конфликт, происходивший в основном в южных, западных и центральных областях современной Германии, также затронул соседние Эльзас, Австрию и Швейцарию, достиг пика весной — летом 1525 года, когда в событиях участвовало около 300 000 крестьян-повстанцев. С учётом результатов последующих репрессий число погибших крестьян превысило 100 000.
Эти события находятся в центре внимания таких исторических произведений авторов левых взглядов, как «История крестьянской войны в Германии» Вильгельма Циммермана и «Крестьянская война в Германии» Фридриха Энгельса.

## Причины восстания
Усиление поборов с крестьян, расширение «господских» прав над сельским населением, неблагоприятные изменения в общих социальных условиях крестьянского быта, совершившиеся в конце XV и начале XVI века, брожение умов, вызванное Реформацией, — таковы были главные причины Крестьянской войны. Требования крестьян ярко выступают в разных программах, появлявшихся в то время в большом количестве — особенно в так называемых «двенадцати статьях» и в «Гейльброннском проекте». «Двенадцать статей», вышедшие в свет в 1525 году под заглавием «Основательные и истинные главные статьи, в которых считают себя обиженными все поселяне и сельские работники духовных и мирских начальств», были как бы крестьянским манифестом, объединявшим требования громадного большинства. Требования эти были умеренны и справедливы и основывались единственно на святом Писании. Совсем не касаясь вопросов общественного устройства, авторы просили только свободы евангелической проповеди, отмены крепостничества, устранения наиболее обременительных феодальных повинностей и уничтожения привилегий, угнетающих массу народа. Гейльброннский проект был составлен комиссией из депутатов от инсургентов, под сильным влиянием Венделя Гиплера и Фридриха Вейганда. Главная мысль этого проекта — освобождение крестьян из-под власти дворян, с вознаграждением последних из церковных имуществ, и реформа судов, на основании выборного и общесословного начала. Сообразно с этими основными требованиями и все крестьянское движение разбивается на три главных местных движения:
- на юго-западе Германии, откуда вышла программа «Двенадцати статей», вождём восстания был Ганс Мюллер[англ.] из Бульгенбаха;
- второй район, где наиболее распространённой являлась Гейльброннская программа, охватывал Франконию от Ротенбурга и Бенсгейма до Вюрцбурга и Таубера: здесь восстанием руководили организатор «Светлого отряда» Якоб Рорбах, Георг Метцлер и рыцарь Гёц фон Берлихинген;
- далее к северу, до Тюрингии и Саксонии, в Крестьянском восстании важнейшую роль играли анабаптистские стремления, а главным деятелем являлся Томас Мюнцер.

Помимо этих районов, движение охватило часть Швабии, где его возглавил рыцарь Флориан Гайер, организовавший на собственные средства хорошо вооружённый и боеспособный «Чёрный отряд».
Три программы крестьянской войны:
- 1) Статейное письмо — революционная идея перехода власти к простому народу.
- 2) «12 статей» — мирные намерения крестьян, смягчение феодального гнёта.
- 3) Гейльброннская программа — программа, выгодная горожанам и рыцарям.

### Армии

#### Швабская лига
Швабская лига выставила армию под командованием Георга Трухзесса фон Вальдбурга, позже известного как «Бауэрнйорг» за его роль в подавлении восстания. Он был также известен как «Бич крестьян». Штаб располагался в городе Ульм, руководство осуществлялось военным советом. В зависимости от своих возможностей, члены лиги отправляли определённое количество конных рыцарей и пехотинцев. Епископ Аугсбургский, например, должен был предоставить 10 всадников и 62 пехотинца, что было бы эквивалентно половине роты. В начале восстания у членов лиги были проблемы с набором солдат (особенно среди крестьян) из-за опасений, что они присоединятся к повстанцам. По мере того, как восстание расширялось, у многих дворян были проблемы с отправкой войск в армии лиги, потому что им приходилось сражаться с повстанческими группами на своих землях. Другая проблема заключалась в том, что дворяне также имели обязательства перед другими правителями, что мешало собрать большие силы для подавления восстания.
Из рядов ландскнехтов набиралась пехота. Это были наёмники, обычно получавшие месячную зарплату в четыре гульдена и организованные в полки (haufen) и роты (fähnlein или маленькое знамя) по 120—300 человек, что отличало их от других. Каждая рота, в свою очередь, состояла из более мелких подразделений от 10 до 12 человек, известных как ротте. Ландскнехты одевались, вооружались и кормились, и их сопровождал значительный отряд из гувернанток, пекарей, прачек, проституток и прочих людей, чьи занятия были необходимы для содержания отряда. Поезда (тросы) иногда превосходили боевые силы, но они требовали организованности и дисциплины. Каждый ландскнехт имел свою собственную структуру, называемую гемейн, или общинное собрание, которое символизировалось кольцом. У гемейна был свой лидер (schultheiss) и проректор, который охранял ряды и поддерживал порядок. Использование ландскнехтов в Крестьянской войне в Германии отражает период изменения между традиционными благородными ролями или обязанностями по отношению к войне и практикой покупки наёмных армий, которая стала нормой на протяжении 16 века.
Лига полагалась на бронированную кавалерию знати как на основную часть своей силы; в лиге была как тяжёлая кавалерия, так и лёгкая кавалерия (rennfahne), которые служили авангардом. Как правило, rehnnfahne были вторым и третьим сыновьями бедных рыцарей, низшей и иногда обедневшей знати с небольшими земельными владениями или, в случае второго и третьего сыновей, без наследства или социальной роли. Этих мужчин часто можно было найти бродящими по сельской местности в поисках работы или занимающимися грабежами на дорогах. Чтобы быть эффективной, кавалерия должна была быть мобильной и избегать вражеских пикинёров.

#### Крестьяне
Подобно ландскнехтам крестьяне организовали своё войско в отряды (haufen), каждый из которых состоял из unterhaufen или fähnlein и rotten. Отряды различались по размеру, зависел от имевшегося числа повстанцев в регионе. Крестьянские хауфены делились по территориальному признаку, тогда как ландскнехты привлекали людей с разных территорий. Некоторые группы могли насчитывать около 4000 человек; другие, такие как крестьянские силы во Франкенхаузене, могли собрать 8000 человек. Эльзасские крестьяне, вышедшие на поле битвы при Заберне (ныне Саверн), насчитывали 18 000 человек.
Хауфен формировался из рот, состоявших из 500 человек, которые в свою очередь были разделены взводы из 10—15 человек. Подобно ландскнехтам, крестьянские отряды использовали схожие титулы: оберстер-фельдгауптман, или верховный главнокомандующий, похожий на полковника, и лейтенанты, или лейтингеры. Каждой ротой командовал капитан, и у неё был свой фенрих, или прапорщик, нёсший штандарт роты (её прапорщик). В ротах также был сержант или фельдвейбель, а командиры эскадрилий назывались роттмейстерами, или мастерами ротте. Обычно избирались офицеры, особенно верховный главнокомандующий и лейтингер.
Крестьянская армия управлялась кругом, в котором обсуждалась тактика, передвижения войск, союзы и распределение добычи. В дополнение к этой демократической конструкции у каждого войска была иерархия лидеров, включая верховного главнокомандующего и маршала (schultheiss), которые поддерживали закон и порядок. Другие роли включали лейтенантов, капитанов, знаменосцев, главного артиллериста, начальника фургонного форта, начальника поезда, четырёх вахтенных, четырёх старшин для организации боевого порядка, вейбеля (сержанта) для каждой роты, двух квартирмейстеров, кузнецы, квартирмейстеры для лошадей, офицер связи и мастер мародёрства.
Крестьяне обладали важным ресурсом, умением строить и поддерживать полевые работы. Они эффективно использовали фургонный форт — тактика, которая была освоена во время гуситских войн прошлого века. Повозки были прикованы друг к другу в подходящем для обороны месте, а кавалерия и тягловые животные размещались в центре. Крестьяне вырыли рвы по внешнему краю форта и использовали древесину, чтобы закрыть щели между повозками и под ними. Во время гуситских войн артиллерию обычно размещали в центре на приподнятых земляных насыпях, что позволяло вести огонь по фургонам. Фургонные форты можно было быстро возводить и демонтировать. Они были достаточно мобильны, но у них были и недостатки: требовалась довольно большая площадь равнинной местности, и они не были идеальными для нападения. С момента их более раннего использования артиллерия увеличила дальность действия и мощность.
Крестьяне служили по очереди, иногда по одной неделе из четырёх, и после службы возвращались в свои деревни. Пока мужчины служили, другие выполняли их работу. Иногда это означало производство припасов для их противников, например, в Зальцбургском архиепископстве, где люди работали над добычей серебра, которое использовалось для найма новых контингентов ландскнехтов для Швабской лиги.
Однако крестьянам не хватало кавалерии Швабского союза, у них было мало лошадей и мало доспехов. Похоже, они использовали своих всадников для разведки. Отсутствие кавалерии, с помощью которой можно было бы защитить свои фланги и прорвать массированные каре ландскнехтов, оказалось долгосрочной тактической и стратегической проблемой.

## Ход войны
В первой половине 1524 года уже появлялись первые искорки восстания. Крестьяне были недовольны большим количеством податей, взимаемых дворянством и церковью, количество и величина которых только росли. Так Циммерман приводит в пример аббата Кемптена, который в 1523 году увеличил налоги в общей сложности в 20 раз, а также заставлял платить десятину даже те дворы, которые освобождались старинными грамотами от неё. В то же время активно действовали проповедники реформаторского толка, которые призывали народ к возвращению к раннехристианским традициям и к отказу от уплаты непосильных налогов. Центральную роль в пропаганде подобных идей исполняли перекрещенцы или анабаптисты, которые отвергали крещение детей и крестили только взрослых, уже знакомых с религией.
Одно из первых открытых выступлений произошло 26 мая 1524 года в городе Форхайме. Община города принудила бургомистра и солдат дать клятву действовать с ними заодно. Из Форхеймских окрестностей пришло 500 человек вооружённых крестьян. Вместе они приняли устав, предполагавший сделать рыбу, дичь, дрова и птицу общим достоянием, вместо десятого дня работать на господ тридцатый, а на духовенство ни одного. В области соседнего Нюрнберга крестьяне также восстали, на сходах звучали призывы свергнуть антихристово иго и освободиться от гнёта господ. Движение было разогнано маркграфом Казимиром Аспахским, крестьяне разбежались при виде кавалерии и пушек, однако это было лишь начало.
Летом 1524 года крестьяне Штюлингена и окрестных деревень восстали против своих господ и отказались нести барщину, платить подушную, соблюдать вассальные обязанности и уважать дворянские права. Повел их за собой Ганс Мюллер, бывший опытным солдатом и талантливым руководителем. В Вальдсгуте крестьяне объединяются с горожанами, которые уже были настроены достаточно «реформационно» в связи с деятельностью проповедника Бальтазара Губмайера, и образуют так называемое Евангельское братство, которое отказывалось повиноваться и платить налоги кому-либо, кроме императора. Когда вести о волнениях доходят до князей Швабского союза, они пытаются успокоить их ласковыми речами, что, однако, им не удаётся. Для рассмотрения крестьянских требований была назначена комиссия в Радольфцелле, на которой заседали представители Швабского союза совместно с австрийскими князьями, известными своей строгостью нравов. Комиссия была проигнорирована крестьянами, а восстание продолжило набирать обороты, в том числе и не без помощи Томаса Мюнцера и его учеников, которые к осени 1524 года прибывают в Швабию.
В конце 1524 года сторонниками Мюнцера создаётся «Статейное письмо», согласно которому все люди должны объединиться в христианское братство и бороться против гнёта со стороны духовных и светских властей. Сами же угнетатели объявлялись в «светском отучении» до тех пор, пока они не откажутся от своих эксплуататорских настроений. В «Статейном письме» прослеживается определённая степень радикальности, поскольку присутствует идея об обществе социально равных людей. Письмо нельзя считать программой для всех принимавших участие в войне крестьян, поскольку в разных очагах восстания были свои лидеры.
К началу нового 1525 года восстание доходит до Альгоя. Крестьяне фактически находились в состоянии крепостной зависимости по отношению к Кемптенскому аббату, поэтому сам аббат, испугавшись возможных последствий, организовал комиссию из честных людей, на которой крестьяне могли представлять свои жалобы. Тем не менее, это была лишь незначительная уступка и она не была эффективна: на жалобы со стороны крестьян на аббата-князя Швабскому союзу им отвечали лишь обещаниями, при этом параллельно вооружаясь. Крестьяне, понимая это, консолидировались в так называемое «Христианское общество», куда кроме кемптенских вошли крестьяне и бедняки из соседних районов Альгоя. В Меммингене состоялся сейм из выборных и представителей альгойских крестьян, где был принят устав Общества, называемый также «Двенадцатью статьями», а также военно-наступательный союз нескольких отрядов альгойских крестьян. Устав можно охарактеризовать как умеренный, поскольку согласно ему все честное крестьянство обязалось нести повинности, если они не будут чрезмерными, и не восставать против власти. Крестьяне лишь требовали права назначения и смещения священника для каждой общины, а также отмены законов на запрет ловли птицы, дичи и рыбы, а также отмены посмертного побора. Такими, весьма умеренными по сравнению с положениями «Статейного письма», мерами представители «Христианского общества» пытались добиться соглашения со Швабским союзом. Однако соглашения достигнуть так и не удалось.

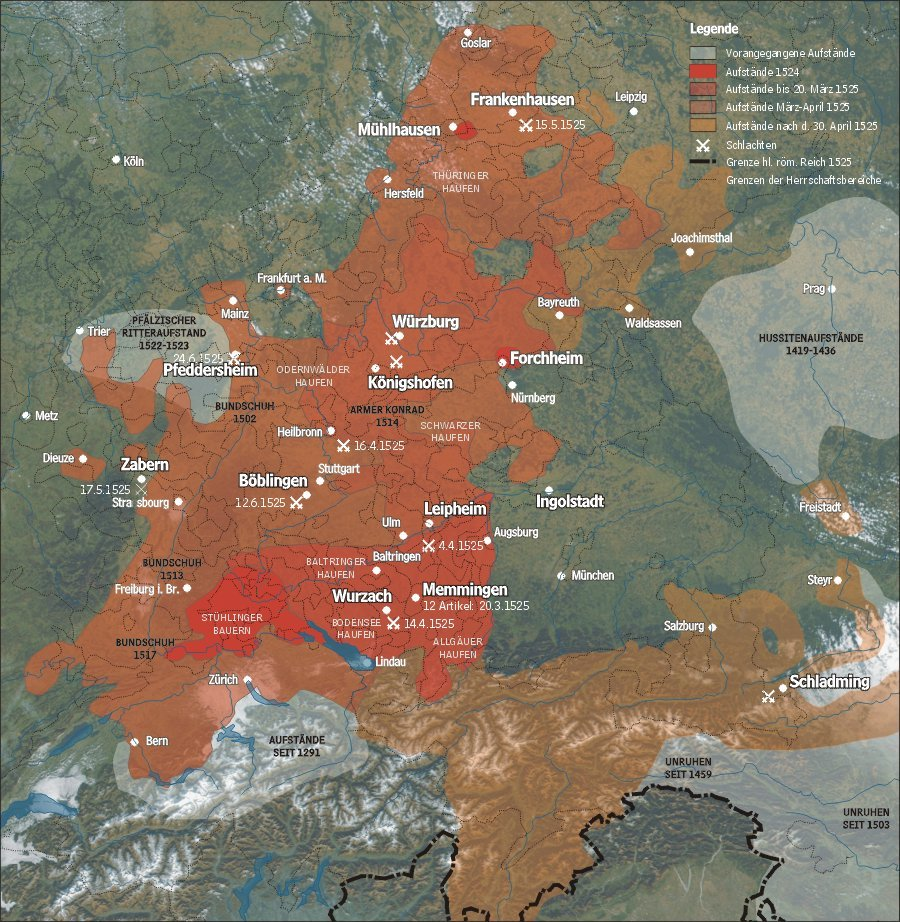
Районы крестьянских выступлений и важнейшие сражения (на немецком языке)

На словах задабривая и соглашаясь рассмотреть требования крестьян, на деле князья лишь оттягивали время для сбора сил Союза. В конце марта — начале апреля командир войск Союза — трухзес Георг фон Вальдбург, вероломно начинает военные действия против тех самых умеренно настроенных крестьян, которые пытались заключить мирное соглашение. Далеко не все крестьяне были так мирно настроены, и что в это же время по всей Швабии, и даже выходя за её пределы, крестьяне грабили и сжигали поместья феодалов, с чем Швабский союз мириться не хотел. В течение апреля 1525 года силы крестьян в Верхней Швабии были сломлены. Кроме очевидной слабой военной подготовки и недостатка припасов, в качестве причины поражения крестьян в войне, как в Швабии, так и в целом в Германии, можно назвать различные взгляды на трактовку христианства у разных лидеров крестьянского движения. Трухзес пользовался этим и вносил смуту в ряды крестьян, пользуясь их слабостями, в результате чего некоторые отряды сдавались без боя.
К весне 1525 года Франкония уже была охвачена пламенем войны. Главные предводители крестьянства Франконии — рыцарь Флориан Гайер со своим «Чёрным отрядом», а также Яков Рорбах были активными последователями программы, предложенной Мюнцером в «Статейном письме». По всей Франконии они разрушали замки и монастыри, показывая непоколебимую верность принципам. Однако и здесь нашлось место для несходства в интересах. Начальник полевой канцелярии крестьян Вендель Гиплер, вероятно, вполне искренне хотел мира и справедливости в своей стране, однако был дворянином по происхождению и учитывал интересы и своего сословия. Видя, что в крестьянском движении не хватает талантливых полководцев, он решает позвать своего друга — рыцаря Гёца фон Берлихингена, представив его как опытного полководца, хотя он таковым не являлся.
Так или иначе, после долгих уговоров крестьяне все же принимают его в качестве главнокомандующего. Яков Рорбах и Флориан Гейер были при этом отстранены от руководства так называемым «Светлым отрядом». Вместе с тем, вскоре после этого, принимаются поправки в «12 статей», предусматривавшие отложить требования крестьян до проведения некой имперской реформы. Поправки были встречены неохотно, в связи с чем Гиплер и его сторонники представляют свой проект, называемый также «Гейльброннской программой», больше выражавший интересы бюргерства и рыцарства, чем крестьян. Согласно ей, светские владения церковных деятелей должны быть секуляризированы для выплаты убытков светским владетелям; все власти должны быть подчинены центру, то есть императору; суд строился на принципе сословного представительства. Крестьяне по данной программе могли откупиться от повинностей путём единовременной уплаты повинности в двадцатикратном размере. Трухзес во главе войск Швабского союза прибыл во Франконию в момент, когда Гиплер и его сторонники готовились созвать съезд крестьянских представителей для обсуждения проекта «Гейльброннской программы». Руководящие слои бюргерства франконских городов открыто встали на путь предательства. Магистраты Вюрцбурга и других городов Франконии открывали ворота войскам Трухзеса. Крестьянские силы во Франконии были, таким образом, разгромлены по тем же причинам, что и в Верхней Швабии, — из-за собственной неспособности организоваться для отпора врагу и из-за предательства бюргерства.
В то же время Мюнцер, находившийся в Тюрингии, предпринял решительную попытку переломить ход войны. Находясь в Мюльхаузене с 1525 года и проповедуя в церкви Святой Марии, он делает этот город центром крестьянского движения в Тюрингии и Саксонии. Восставшие действовали во многих пунктах этих земель, вооружённые отряды занимали города, замки, господские имения и монастыри. Господскую землю и добро крестьяне, по указанию Мюнцера, делили между собой. Крестьяне питали к Мюнцеру большое доверие и советовались с ним по всем вопросам борьбы с феодалами и по своим хозяйственным делам.

### Научная
- Всемирная история. Энциклопедия. — Том 4. — М.: Соцэкгиз, 1958.
- Смирин М. М. Народная реформация Томаса Мюнцера и Великая Крестьянская война. — М. — Л.: Издательство Академии наук СССР, 1947. — 532 с.
- Крестьянская война 1524—1525 гг. // Энциклопедический словарь Брокгауза и Ефрона : в 86 т. (82 т. и 4 доп.). — СПб., 1890—1907.
- Циммерман Вильгельм. История крестьянской войны в Германии. По летописям и рассказам очевидцев. — Тома 1, 2. — М.: Соцэкгиз, 1937. — 390+434 c.
- Энгельс Ф. Крестьянская война в Германии / Институт Маркса—Энгельса—Ленина—Сталина при ЦК ВКП(б). — М.: Государственное издательство политической литературы, 1952. — XII, 184 с.; карт.
- Bainton, Roland H. Here I Stand: A Life of Martin Luther. — Nashville : Pierce & Smith Company, 1978. — P. 76, 202, 214–221.
- Bercé, Yves-Marie. Revolt and revolution in early modern Europe: an essay on the history of political violence. — Manchester : Manchester University Press, 1987. — P. 154. — ISBN 9780719019678.
- Blickle, Peter. The Revolution of 1525: The German Peasants War from a New Perspective. — Baltimore : Johns Hopkins University Press, 1981.
- Bok, Janos. The German Peasant War of 1525 (The Library of Peasant Studies : No. 3) (1976) excerpt and text search
- Engels, Friedrich. The Peasant War in Germany // Marx & Engels Collected Works. — New York : International Publishers, 1978. — Vol. 10. — P. 59–62, 402–405, 451, 691. (web source (1850 edition))
- Klassen, Peter J. Europe in Reformation. — Englewood, Cliffs, New Jersey : Prentice-Hall, 1979. — P. 57.
- Шаблон:Cite CE1913
- Lucas, Henry S. The Renaissance and the Reformation. — New York : Harper & Row, 1960. — P. 448.
- Menzel, Wolfgang. The history of Germany, from the earliest period to the present time. — London : H. G. Bohn, 1848–1849. — P. 239., Volume One, Volume Two, Volume Three
- Miller, Douglas. Armies of the German Peasants' War 1524–1526.. — Oxford : Osprey Publishing, 2003. — P. 4, 6–8, 10, 11, 13, 20, 21, 33–35.
- Ozment, Steven. The age of reform 1250–1550: an intellectual and religious history of late medieval and reformation Europe. — New Haven : Yale University Press, 1980. — ISBN 978-0-300-02760-0.
- Pollock, James K. Germany in Power and Eclipse / James K. Pollock, Homer Thomas. — London : D. Van Nostrand, 1952. — P. 483.
- Scott, Tom. Freiburg and the Breisgau: Town-Country Relations in the Age of Reformation and Peasants' War. — Oxford : Clarendon Press, 1986. — ISBN 9780198219965.
- Scott, Tom. Thomas Müntzer: Theology and Revolution in the German Reformation :  [англ.]. — London : Macmillan, 1989. — ISBN 978-0-33346-498-4.
- Manifestations of Discontent in Germany on the Eve of the Reformation. — Bloomington, Illinois : University of Illinois Press, 1971.
- Wolf, John B. The Emergence of European Civilization. — New York : Harper & Row, 1962. — P. 47,147.
- Zagorín, Pérez. Rebels and rulers, 1500–1660. — Cambridge and New York : Cambridge University Press, 1984. — P. 187, 188, 190. — ISBN 978-0-521-28711-1.
- Wilhelm, Joseph. Hussites // Catholic Encyclopedia / Herbermann, Charles (ed.). — New York: Robert Appleton Company, 1907. — Vol. 2.

### Художественная
- Ал. Алтаев. Под знаменем «Башмака». — М.: Детская лит-ра, 1970. — 3-е изд. — 208 с.: ил.
- Швейхель Роберт. За свободу / Пер. с нем. Я. И. Рецкера. — М.: Художественная лит-ра, 1961. — 548 с.: ил. — (Библиотека исторического романа).
- Гауф Вильгельм. Лихтенштайн. Романтическая сага из истории Вюртемберга / Пер. с нем. Э. И. Ивановой. — СПб.: Ленинградское издательство, 2009. — 256 с.